# 安念鉄夫
安念 鉄夫（あんねん てつお、1932年〈昭和7年〉10月31日 - 2023年〈令和5年〉1月10日）は、日本の政治家。元富山県砺波市長。

## 経歴
砺波市収入役を経て、1997年（平成9年）12月、砺波市長に当選した。2009年（平成21年）11月27日、引退した。
市長在任中は、旧市町の合併、区画整理による都市整備、企業誘致、教育・体育・文化施設の整備などに尽力した。